# Banco Giro
Il Banco del Giro fu una "banca pubblica" istituita dalla Repubblica di Venezia nel 1524 ed esistita sino al 1806, sopravvivendo di poco alla stessa caduta della Repubblica. Era retta da un magistrato detto Depositario.

## Storia
A seguito di numerosi fallimenti occorsi tra i banchieri privati e alla perdurante difficoltà dei commerci d'oltremare conseguenti all'apertura delle nuove rotte portoghesi per le Indie, nel 1524 la Repubblica decise di fondare in via sperimentale una banca a capitale pubblico che fosse in grado di garantire la necessaria liquidità al mercato di Rialto.
La giurisdizione sul Banco Giro venne compresa tra le competenze del Senato, che ne assegnò la supervisione ad un senatore al quale veniva attribuito titolo di “Depositario”, abilitato a svolgere l'attività bancaria in regime di monopolio. Successivamente, il Banco Giro, pur restando soggetto al controllo del Depositario, venne subconcesso in gestione semiprivata. Il Banco Giro divenne, in breve tempo, il mezzo più semplice e sicuro per eseguire le operazioni di commercio; tutti potevano aprire un deposito di denaro, più o meno consistente, che veniva registrato a suo credito ed a debito del banco, senza alcun aggravio di spesa e con la possibilità di ritirare in qualunque momento tutta la somma depositata, o la parte necessaria. Attorno al Banco Giro si svolgeva una fiorente attività economica seguita dallo Stato, che tra l'altro aveva stabilito per legge che il denaro depositato non venisse mai posto sotto sequestro, né trattenuto da alcuna autorità giudiziaria della Repubblica. Il Bancogiro del mercato di Rialto era una vera e propria istituzione bancaria, che rimase in attività sino al 1811, così efficiente da spingere importanti funzionari europei a recarsi a Venezia per imparare da vicino come era organizzata.
Nel 1587 lo Stato veneziano fondò anche il Banco della Piazza di Rialto al fine di permettere i versamenti di denaro senza materiale trasferimento di metallo prezioso.
Il Banco del Giro divenne, con i nuovi statuti del 3 maggio 1619 un'istituzione permanente dello Stato, la cui amministrazione venne affidata al Senato, il quale nominava tra i suoi membri il Depositario. In seguito a questa riforma il Banco del Giro divenne un progenitore delle banche centrali: infatti il principio secondo cui i creditori dello Stato accettano in pagamento titoli di credito verso la banca nazionale è quello che porterà alla fondazione delle moderne banche centrali.
Nel 1637 il Banco di Rialto, che era dissestato a causa di prestiti "allo scoperto", fu riassorbito dal Banco Giro
Salvo le interruzioni (chiusure della cassa) del 1630-1666, quando in un periodo di crisi vennero nominati degli Inquisitori al Banco Giro, e 1713-1739, il banco perse d'importanza con la caduta della Repubblica e il passaggio della città all'Impero d'Austria, cessando l'attività nel 1800, quando ne cominciò l'ammortizzazione e venendo liquidato nel 1806, dal neonato Regno d'Italia di Napoleone Bonaparte.

## Funzionamento

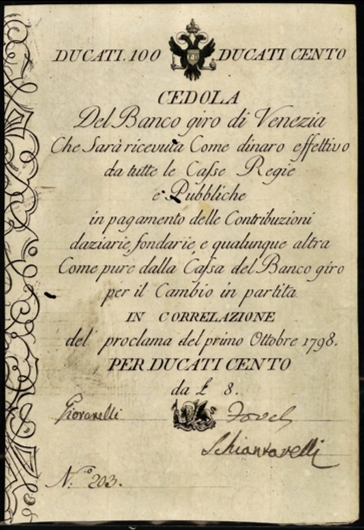
Cedola bancogioro 1798

Come molte banche pubbliche dell'epoca, il Banco del Giro esercitava sia la funzione di gestione della fiscalità e del debito pubblico come le moderne Banche centrali, sia la raccolta del risparmio privato e la gestione dei pagamenti.
Il Banco Giro era un banco di deposito, prestito e giro.
Per quanto riguarda i depositi iscritti nei suoi libri, essi erano privi di costo, oltre ad essere tutelati dalla legge, la quale garantiva che essi non potessero per nessuna ragione essere posti sotto sequestro dalle altre magistrature della Repubblica. I depositi erano inoltre garantiti dalla Stato contro il fallimento.
Il nome di Giro venne dato al Banco, in quanto esso garantiva inoltre di poter effettuare pagamenti tra i suoi creditori con una semplice partita di giro in moneta di Banco, in moneta cioè non contante, ma semplicemente registrata sui libri contabili del Banco. Allo stesso modo avvenivano i pagamenti da e verso lo Stato.
Nei registri del Bancogiro per indicare che una somma era depositata su un conto intestato ad una persona si scriveva che tale somma era presso il tale banchiere e per indicare "presso" veniva usata l’abbreviazione "ad" con il simbolo @, oggi usato nella posta elettronica per indicare su quale provider è ospitato l’indirizzo mail.
Nel sottoportego del Bancogiro è affissa una targa per ricordare che il 29 luglio 1743  un tale, Antonio Rinaldi, fu bandito dal Consiglio dei  Dieci per avere truffato una somma ingentissima per "enorme falsità e intacco criminosissimo del banco".